# Filip
Filip je moško osebno ime.

## Izvor imena
Ime Filip izhaja iz latinskega imena Phillipus, to pa iz grškega Φιλιππος (Fílippos) z nekdanjim pomenom »ljubitelj konj«. Grško ime je zloženo iz besed φιλεω (filéō) v pomenu besede »ljubim, rad imam« in  ἰππος (híppos) »konj«.

## Kralji Makedonije
- Filip I. Makedonski
- Filip II. Makedonski (najbolj znan, oče Aleksandra Velikega)
- Filip III. Makedonski
- Filip IV. Makedonski
- Filip V. Makedonski

## Kralji Kastilije in Španije
- Filip I. Kastiljski, tudi Filip Lepi, tudi Filip IV, burgundski vojvoda
- Filip II. Španski, tudi Filip I. Portugalski, tudi Filip V. Burgundski
- Filip III. Španski, tudi Filip II. Portugalski, tudi Filip VI. Burgundski
- Filip IV. Španski, tudi Filip III. Portugalski, tudi Filip VII. Burgundski
- Filip V. Španski

## Različice imena
- moške različice imena: Lipe, Lipče
- ženske različice imena: Fila, File, Filipa, Filipina, Filja, Filka

## Tujejezikovne oblike imena
- pri Čehih, Slovakih, Norvežanih, Švedih: Filip
- pri Fincih: Vilppu
- pri Italijanih: Filippo
- pri Madžarih: Fülöp
- pri Rusih: Филипп

## Pogostost imena
Po podatkih Statističnega urada Republike Slovenije je bilo na dan 31. decembra 2007 v Sloveniji število moških oseb z imenom Filip: 1.828. Med vsemi moškimi imeni pa je ime Filip po pogostosti uporabe uvrščeno na 116. mesto.

## Osebni praznik
V našem koledarju z izborom svetniških imen, udomačenih med Slovenci in njihovimi godovnimi dnevi po novem bogoslužnem koledarju je ime Filip zapisano 4 krat. Pregled godovnih dni v katerih poleg Filipa godujejo še Zdenko in Lipe ter osebe katerih imena nastopajo kot različice navedenih imen.
- 3. maj, Filip, apostol iz Betsjade († 3. maja okoli leta 90)
- 26. maj, Filip Neri, duhovnik, ustanovitelj kongregacije oratorijancev († 26. maja  1595)
- 6. junij, Filip, diakon
- 23. avgust, Filip Benizi, redovnik († 23. avg. 1285)

## Priimki nastali iz imena
Na Slovenskem je iz imena Filip nastalo precej priimkov kot npr.: Filip, Filipan, Filipančič, Filipčič, Filipič, Filipec, Filipšek, Filipovič, Fila, Filej, Fili, Lipe, Lipej, Lipše, Pipan

## Zanimivost
- V zvezi z imenom Filip je nastalo tudi več izrazov, kot npr. knjižna beseda filípka, ki pomeni »oster, napadalen govor ali članek« in je nastala po grškem izrazu φιλιππικóς (filippikós) za Demostenove govore proti Filipu Makedonskemu.